# Low Budget
Low Budget är ett musikalbum av The Kinks, utgivet 1979. Albumet gavs ut på skivbolaget Arista Records och var deras sjuttonde studioalbum. Albumets ljudbild har på albumet utvecklats mot en hårdare arenarock, en tendens som började märkas då gruppen fick kontrakt hos Arista. Albumet blev en stor framgång i USA, medan det i hemlandet Storbritannien misslyckades med att nå listplacering. Låten "(Wish I Could Fly Like) Superman" blev en mindre hitsingel. Ray Davies själv menade att låten, som lutar åt disco var skriven som ett skämt efter att ha fått uppmaningen av Aristas chef Clive Davis att skriva en "klubbvänlig låt". "A Gallon of Gas" kommenterar den då pågående oljekrisen i USA.

## Låtlista
(alla låtar komponerade av Ray Davies)
1. "Attitude" - 3:47
2. "Catch Me Now I'm Falling" - 5:58
3. "Pressure" - 2:27
4. "National Health" - 4:02
5. "(Wish I Could Fly Like) Superman" - 3:36
6. "Low Budget" - 3:50
7. "In a Space" - 3:44
8. "Little Bit of Emotion" - 4:51
9. "A Gallon of Gas" - 3:48
10. "Misery" - 2:57
11. "Moving Pictures" - 3:47

## Listplaceringar
- Billboard 200, USA: #11[1]
- Sverigetopplistan, Sverige: #46[2]